# Böle (Piteå)
Böle is een stadje (tätort) in de gemeente Piteå in het landschap Norrbotten en de provincie Norrbottens län in Zweden. De plaats heeft 418 inwoners (2005) en een oppervlakte van 98 hectare. De omgeving van Böle is al eeuwenlang bewoond. Er zijn resten gevonden uit de steentijd en de bronstijd. Bij Böle ligt officieel de laatste brug over de Pite älv, die één kilometer verder een fjord instroomt.

## Verkeer en vervoer
Bij de plaats loopt de Länsväg 374.
Bestuurscentrum: Piteå
Tätort: Bergsviken · Blåsmark · Böle · Hemmingsmark · Hortlax · Jävre · Lillpite · Norrfjärden · Roknäs · Rosvik · Sikfors · Sjulsmark · Svensbyn. 
Småort: Arnemark · Bertnäs · Bertnäs · Edet  · Grundvik · Holmträsk · Koler · Kopparnäs · Långträsk · Maran en Skatan · Näsudden en Berget · Nybyn · Ön · Pålberget · Pite havsbad · Storsund · Svedjan en Träsket · Liden · (Yttrefjärd östra strandbad)
Overig: Borgfors · Flötuträsk · Granträskmark · Gråträsk · Högsböle · Högsböleskiftet · (Infjärden) · Jävrebodarna · Klubbfors · Kvarnbäcken · Långnäs · Munksund · Pitsund · Sjulnäs